# Xenoencyrtus megymeni
Xenoencyrtus megymeni är en stekelart som först beskrevs av Alan Parkhurst Dodd 1917.  Xenoencyrtus megymeni ingår i släktet Xenoencyrtus och familjen sköldlussteklar. Inga underarter finns listade i Catalogue of Life.